# NGC 2434
NGC 2434 é uma galáxia elíptica (E) localizada na direcção da constelação de Volans. Possui uma declinação de -69° 17' 04" e uma ascensão recta de 7 horas, 34 minutos e 51,5 segundos.
A galáxia NGC 2434 foi descoberta em 1834 por John Herschel.